# Олга Скобелева
Олга Николаевна Скобелева (на руски: О́льга Никола́евна Ско́белева), съпруга на генерал Дмитрий Скобелев и майка на генерал Михаил Скобелев, е руска общественичка от XIX век.
Подобно на съпруга си и сина си участва в Руско-турската война от 1877 – 1878 г. в България, като ръководи руските лазарети. След войната се занимава с благотворителност в България, ръководи Българския червен кръст.

## Биография
Родена е в семейството на помешчика Николай Петрович Полтавцев и Даря Алексеевна Пашковая на 11 март 1823 г. Олга е средната от общо 5 дъщери в семейството. Трите най-малки (Олга и следващите) дъщери получават завидно за времето си образование в Девическия институт за благородни девици Смолний в руската столица.
Олга завършва института през 1842 г. и скоро след това се омъжва за младия офицер Димитрий Иванович Скобелев (1821 – 1879). През септември 1843 г. им се ражда син Михаил и после още 3 дъщери.
След смъртта на съпруга ѝ през 1879 г. се посвещава на хуманитарна дейност. Пристига в България и оглавява Българския отдел на Червения кръст. Основава в Пловдив приют за 250 сираци, чиито родители са били убити от башибозуци и черкези преди и по време на войната. Организира също приюти и училища в други градове. Имала е намерение в Източна Румелия да учреди образцово селскостопанско училище и църква в памет на съпруга си, но не успява да го реализира.
На 6 юли 1880 г. Скобелева с 2 придружители се отправя от Пловдив за Чирпан. На 6 км от града (днес мястото е в неговите черти) нейният кортеж е нападнат от разбойници за грабеж. В основата на заговора е руският поручик Алексей Узатис, ординарец на нейния син и капитан в местната полиция. След като спират каляската, Узатис убива Скобелева, камериерката ѝ и файтонджията. Съпровождащият я унтерофицер Матвей Иванов успява да избяга и уведомява полицията. Узатис се застрелва, след като е обкръжен.
По решение на общинския съвет на Пловдив на лобното им място е издигнат паметник на Олга Скобелева.
Олга Скобелева е погребана в църквата в семейното им имение в с. Спасское (днес Заборово), Александро-Невски район, Рязанска област, Русия. Синът ѝ ген. Скобелев поръчва икони за храма, но не ги дава да се поставят в църквата, тъй като са изобразени родителите му.
Детският дом „Рада Киркович“ в Пловдив е наследник на основания от Скобелева приют.